# Baliste à nageoires noires
Melichthys indicus
Espèce
Le Baliste à nageoires noires (Melichthys indicus) est une espèce de poissons tetraodontiformes.

## Habitat
Le baliste à nageoires noires appelé également Melichthys indicus  (provenance latine) est un poisson de l'océan Indien. Il se niche dans les récifs de coraux.

## Nourriture
Généralement il se nourrit d'éponges, algues, crustacés et de petits invertébrés.